# Thadée Cisowski
Tadeusz Cisowski, beter bekend als Thadée Cisowski (Łasków, 16 februari 1927 – Charnay-lès-Mâcon, 24 februari 2005) was een Frans voetballer van Poolse origine. Cisowski is met 206 doelpunten een van de beste topschutters aller tijden in de Franse eerste klasse.

## Biografie
Cisowski was de zoon van Poolse immigranten en ging op 14-jarige leeftijd samen met zijn broers aan de slag als mijnwerker. Hij speelde toen ook als aanvaller voor US Piennes. Op 20-jarige leeftijd maakte hij echter de overstap naar FC Metz, waar hij in 4 seizoenen 45 keer scoorde in eerste klasse. Zijn beste jaren kende hij echter bij Racing Club de France: in 8 jaar scoorde hij er 152 doelpunten in eerste klasse. In 1956 (31 doelpunten), 1957 (33 doelpunten) en 1959 (30 doelpunten) werd hij topschutter in eerste klasse. Nadien speelde hij ook nog kort voor Valenciennes FC en FC Nantes.
Cisowski is met 206 doelpunten vandaag nog altijd een van de beste topschutters aller tijden in de Franse eerste klasse. Enkel Delio Onnis (299), Bernard Lacombe (255), Hervé Revelli (216) en Roger Courtois (210) scoorden meer dan Cisowski.
Cisowski speelde 13 interlands voor Frankrijk, waarin hij 11 keer scoorde. Op 11 november 1956 scoorde hij in een kwalificatiewedstrijd voor het  1958 tegen België 5 keer. Bij Frankrijk had enkel Eugène Maës hem dat in 1913 voorgedaan.
Cisowski overleed op 24 februari 2005 op 78-jarige leeftijd.